# Kanton Bellegarde-sur-Valserine
Kanton Bellegarde-sur-Valserine (fr. Canton de Bellegarde-sur-Valserine) je francouzský kanton v departementu Ain v regionu Rhône-Alpes. Skládá se z 15 obcí. Před reformou kantonů 2014 se skládal z 12 obcí.

## Obce kantonu
od roku 2015:
- Bellegarde-sur-Valserine
- Billiat
- Champfromier
- Chanay
- Châtillon-en-Michaille
- Confort
- Giron
- Injoux-Génissiat
- Lancrans
- Lhôpital
- Montanges
- Plagne
- Saint-Germain-de-Joux
- Surjoux
- Villes

před rokem 2015:
- Bellegarde-sur-Valserine
- Billiat
- Champfromier
- Châtillon-en-Michaille
- Giron
- Injoux-Génissiat
- Lhôpital
- Montanges
- Plagne
- Surjoux
- Villes
- Saint-Germain-de-Joux